# Dro
Dro is een gemeente in de Italiaanse provincie Trente (regio Trentino-Zuid-Tirol) en telt 3610 inwoners (31-12-2004). De oppervlakte bedraagt 27,9 km², de bevolkingsdichtheid is 129 inwoners per km².

## Demografie
Dro telt ongeveer 1474 huishoudens. Het aantal inwoners steeg in de periode 1991-2001 met 10,3% volgens cijfers uit de tienjaarlijkse volkstellingen van ISTAT.
| Jaar | Inwoneraantal |
| ---- | ------------- |
| 1991 | 3071          |
| 2001 | 3388          |

## Geografie
Dro grenst aan de volgende gemeenten: Calavino, Lomaso, Lasino, Cavedine, Arco, Drena.